# Scopelocheirus abyssi
Scopelocheirus abyssi is een vlokreeftensoort uit de familie van de Scopelocheiridae. De wetenschappelijke naam van de soort is voor het eerst geldig gepubliceerd in 1959 door Oldevig.